# トヨタ・PM
PMとは、トヨタ自動車が開発したコンセプトカーである。

## 概要

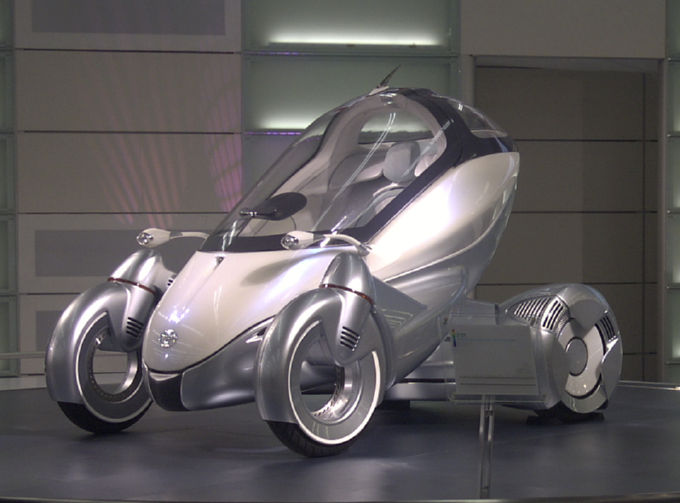
PM

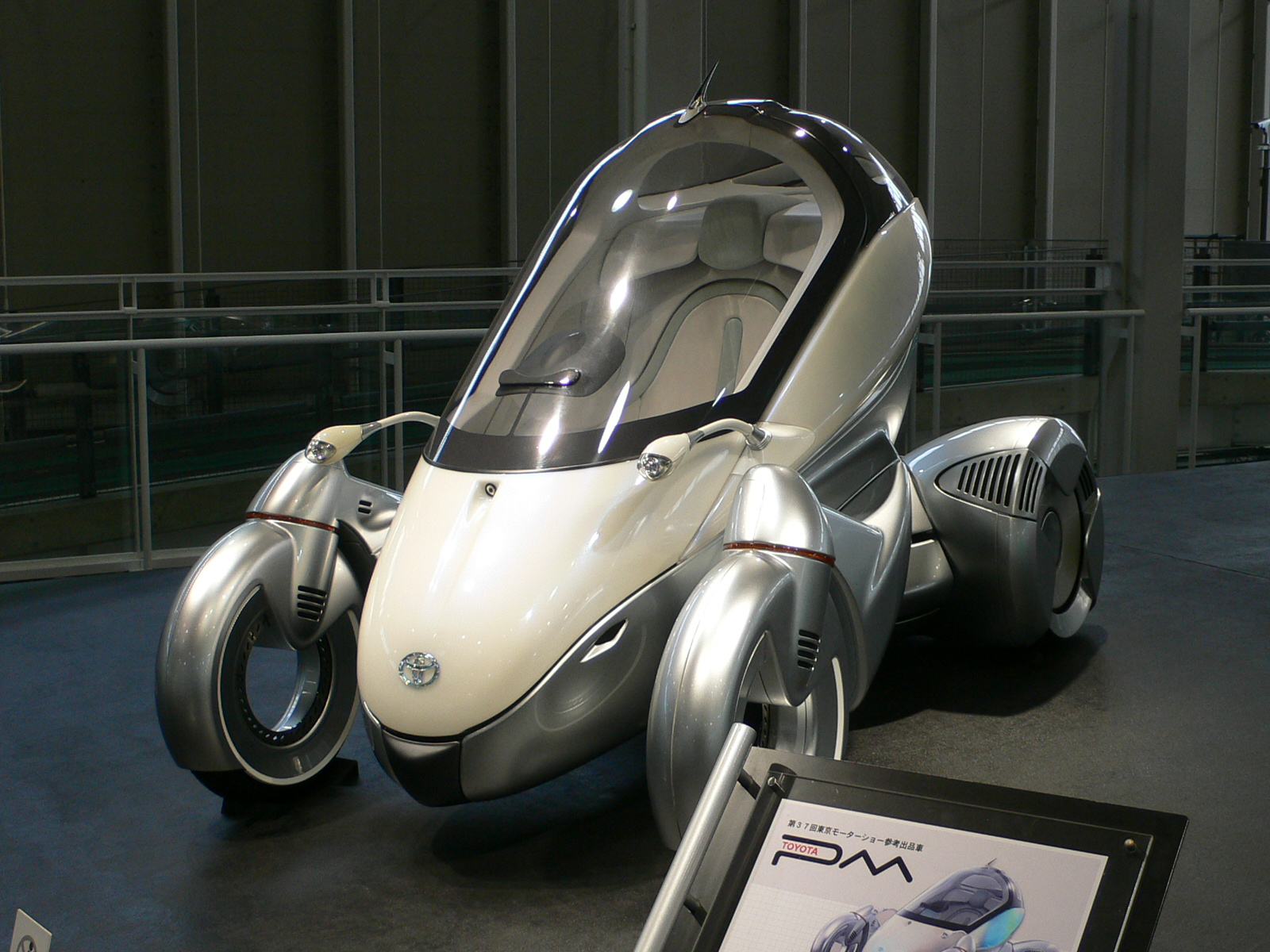

2003年の東京モーターショーでワールドプレミアを飾った。PMとは「Personal Mobility with visual communication system」の略称。「であう、つながる、あつまる」を開発コンセプトとし、先端のITを活用することで、人とクルマとの一体感を追求したパーソナルモビリティである。
カプセルのような形状の運転席で、正面が上下に開閉するというグラッシーキャノビーを採用。乗降時にはシートが前方にスライドし乗りやすい位置まで下がることで、良好な乗降性を確保している。また、触覚のようなヘッドランプや、ボディの所々にうめこまれたLEDなど、どこか生命を感じさせるようなデザインを取り入れている。前輪はシャフトを使用していない「シースルーホイール」となっている。
正面のインストルメントパネルには、指先検出センサーによる空間入力を利用した「ビジュアルコミュニケーションシステム」を採用。これによりストレスなく走行情報などを得られる。また、PMにはアクセルペダルとステアリングの代わりに「ドライビングコントローラー」という、ドライブ・バイ・ワイヤ技術を応用したシステムを採用している。これにより、ハンドルとアクセルを片手で操作でき、その場で回転したりなどの複雑な操作を行える。
PMは走行状況にあわせて4つのモードを備えている。乗降時や低速走行時のための「乗降モード」、市街地走行のための「市街地モード」は視点を高く、ホイールベースを短く取っている。さらに高速走行時の「高速モード」は、ホイールベースを最大まで延長しており、ドライバーはほとんど寝たような姿勢で運転する。また、その場で回転するための「その場回転モード」時は、前輪がハの字に向いている。
さらにPMは、複数のPM間と情報のやり取りを行える。例えば、PM同士で情報を交換し合ったり、チャットのように気軽にPM間で交信を行ったり、自分が運転しなくても他のPMにくっついて走行したりなどを行える。
2005年の愛・地球博には、PMのコンセプトをさらに進化させたコンセプトカー「i-unit」が出展された。他にも、PMのコンセプトをさらに進化させたコンセプトカーが東京モーターショーなどに出展されている。